# فوشیمی بوگیو
فوشیمی بوگیو (به ژاپنی: 伏見奉行 Fushimi bugyō)، مقام‌های شوگون‌سالاری توکوگاوا در دوره ادو ژاپن بودند. مقام منصوب در این دفتر برجسته معمولاً از دایمیوهای فودای بود، اما این یکی از پست‌های ارشد اداری بود که برای کسانی که دایمیو نبودند باز بود. تفاسیر مرسوم، این عناوین ژاپنی را به عنوان «کمیسر»، «ناظر» یا «فرماندار» تعبیر کرده‌اند.
این عنوان خاص باکوفو شوگون) و معرف یک مقام مسئول برای اداره منطقه نزدیک فوشیمی، کیوتو، از جمله موانع کیوتو : ۹۹  و محل قلعه فوشیمی است که در سال ۱۶۲۳ برچیده شد.
این مقام شوگون سالاری در سال ۱۶۲ میلادی ایجاد شد.: ۱۱۱ 